# 玉島地区

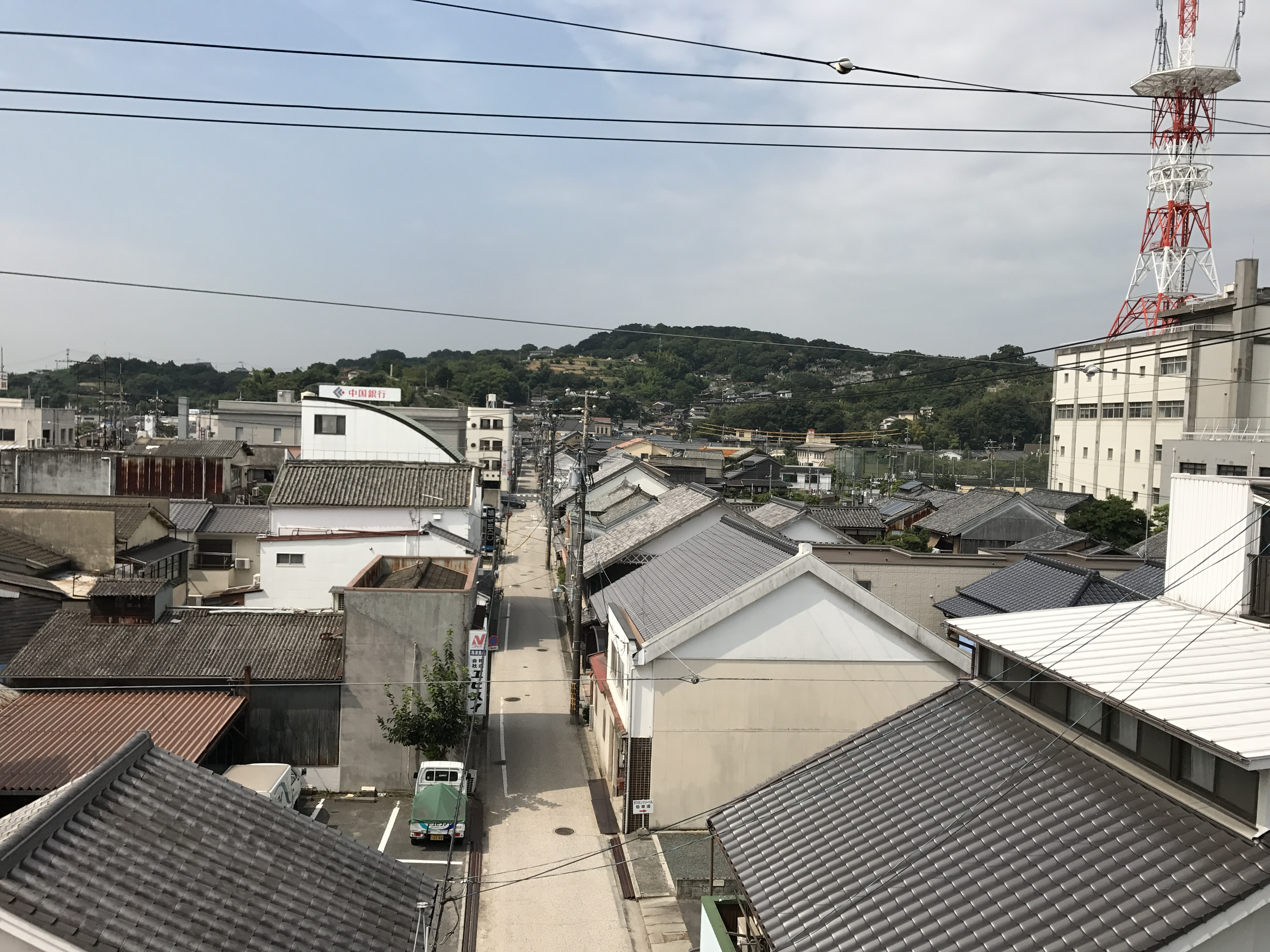
玉島町並み保存地区（新町）

玉島地区（たましまちく）は、岡山県倉敷市玉島地域（玉島支所管内、旧玉島市）にある地区である。かつての浅口郡玉島町（たましまちょう）の区域（玉島・阿賀崎・上成・乙島・柏島）に相当するが、広域にわたるため、本項では歴史的経緯を考慮し中心部に当たる玉島と阿賀崎について記述する。玉島上成・玉島乙島・柏島はそれぞれ各項を参照。

## 概要
玉島と阿賀崎に分かれ、玉島、玉島一〜三丁目、玉島中央町一〜三丁目、玉島阿賀崎、玉島阿賀崎一〜五丁目の各町字からなる。本項では、各町字の詳細についても歴史的一体性をふまえ記述する。
玉島・阿賀崎は、現在の倉敷市立玉島小学校区にほぼ相当し、同エリア内には玉島西部から阿賀崎東部に跨り、玉島地域および旧玉島市の中心市街地がある。また同所は、近世に玉島港（阿賀崎港とも）として栄え、往時の港町の趣を残し、岡山県指定町並保存地域に指定されている区域がある。
本項では便宜上、本地区内を「玉島」「阿賀崎」「旧港町周辺」の3エリアに分けて説明する。

## 玉島
住所が倉敷市玉島（玉島一〜三丁目除く）のエリアを中心に記述する。かつての浅口郡玉島村（たましまそん）の区域に当たる。

### 概要
現在の玉島地区は、江戸時代に干拓により築かれた玉島新田の大部分（現在の上成・爪崎・新倉敷駅前の各地区を除いた区域）に当たる。
さらにその後に西隣に阿賀崎新田が造成され、近接して向かい合う玉島新田西南部と阿賀崎新田東南部に玉島港（阿賀崎港）が作られ、その周囲が港町として発展。現在の玉島中心市街地の元となる町割りが生まれた。当地区の玉島一〜三丁目周辺はその東部分となる。
昭和になり、玉島港が水島港の一部となり、また中心市街地から離れた玉島駅に、1975年に山陽新幹線が開業し、同時に新倉敷駅へと改称された。また同じく国道2号が開通、さらに自動車社会の到来などにより町の賑わいは郊外へと移っていき、衰退していった。その一方で、農村地帯であった玉島郊外（一〜三丁目以外の玉島）は幹線道路が敷かれ、ロードサイド店舗などを中心に賑わいを見せている。
しかし、玉島一〜三丁目周辺は昔の港町を忍ばせる町並や昭和のレトロな雰囲気を残した町並が残っており、岡山県指定町並保存地区に指定されている。
また当地区南部を東西に旧国道2号が通過している。
旧港町であった中心市街地（玉島一〜三丁目）や玉島の旧2号線などの幹線道路沿いに商店・企業・住宅が多く、それ以外には農地が広がり、その中に集落が点在している。

### 歴史
江戸時代、17世紀中頃に当地を治めていた備中松山藩主・水谷勝隆が、新田の開発を行った。古くはこの一帯は吉備の穴海の西端に当たり、玉の浦、甕の海（もたいのうみ）、甕江（もたえ）などと呼ばれる海域であり、当時は干潟が広がる状況であった。
工事にあたって地元の庄屋・大森次郎兵衛元直を登用し、1655年に着工した。明暦元年に水門を完成させ、汐留を終えた（第一次開発）。1659年（万治2年）に本土側だった長尾村から乙島まで至る広大な玉島新田が完成した。
寛文4年に現在の矢出町から土手町（ともに当時は乙島の北岸）を経て阿弥陀島（現在、羽黒神社の鎮座する丘）までの新堤防を築いた。その後、阿弥陀島から現在の糸崎橋（当時は乙島の北岸）までの堤防が完成。さらにそれに伴い新水門を工事し、現在の通町・本町・団平町・矢出町などの町の礎となる町並・屋敷割りが誕生した（第二次開発）。この町は、現在の玉島南西部、玉島1-3丁目周辺に当たる。
1668年（寛文8年）には検地が行われ、東部を上成村（現・倉敷市玉島上成）、北部を爪崎村（現在の同市同地域の長尾地区内爪崎・新倉敷駅前）とし、それぞれを枝村として分村した上で、残りの地区が玉島村（たましまそん）として成立した。名前の由来は諸説あり、干拓前の海域の古名「玉の浦」から取ったという説や、阿弥陀島を玉島と通称していたことに由来する説などがある。
1671年（寛文11年）には水谷勝隆の子・水谷勝宗が玉島の西部に造成した阿賀崎新田と玉島を繋ぐ形で、羽黒山（阿弥陀島）から柏島北東までの堤防（新町堤防）が築かれた。これにより不要となった羽黒山から糸崎間の堤防内に西松山川（現・高梁川）と繋がる運河・高瀬通しを開削し、延宝年間の1673年から1681年までの時期を費やし完成した。この堤防は幅53メートルある大堤防で、堤防上に町屋敷割りが形成された。
さらにこの堤防周辺に港（玉島港）が作られ、前述の堤防上には問屋街が生まれた。玉島港は、松山藩の藩港となり、松山城下町（現・高梁市中心部）と松山川（高梁川）と高瀬通し、あるいは玉島往来により繋がった。商港として周辺で栽培がさかんであった綿花の他、ニシンカスなどの取引で繁栄し、周辺は大きく発展。玉島村の港沿岸部（現在の玉島1-3丁目周辺）も大変栄え、現在の町並の基礎が生まれた。
その後、玉島村は伊勢国亀山藩の飛び地として、松山藩と亀山藩の相給地となった（港に面した矢出・中島・土手・団平・常盤の各町と高瀬通し沿岸一帯、吉浦から古水門に至る地域が亀山藩領分）。
また、松山藩領分であった区域は、一旦幕府領（倉敷支配所）となったあと、丹波国亀岡藩の飛び地となった。
1876年（明治9年）に元玉島新田の浅口郡玉島村・上成村・爪崎村を合併し同郡玉島村となるが、1881年（明治14年）に再び元の3村に分離した。1889年（明治22年）、町村制施行にあたり同郡玉島村・上成村が合併し、新たな玉島村を新設、役場を旧玉島の港町東部へ置いた。
1891年（明治24年）7月には山陽鉄道が笠岡まで延伸され、玉島駅（現・新倉敷駅）が設置されたが、当時の設置場所は玉島地域内ではなく、北隣する長尾村であった。
1897年（明治30年）5月26日に西隣の同郡阿賀崎村と合併。町制を施行し玉島町（たましまちょう）となる。これにより、江戸時代の開港以来、玉島・阿賀崎2村に跨っていた玉島港およびその港町が一つの地域となった。
後には同郡の柏崎村や乙島村などの周辺部を編集合併していき、町域を拡大、1952年（昭和27年）には市制を施行し玉島市（たましまし）となる。
1. さらにその後も同郡富田村や黒崎村、長尾町、吉備郡穂井田村などを編入合併したが、1967年（昭和42年）に、旧倉敷市・児島市と合併し、新設の倉敷市（現行の倉敷市）となり、現在に至る[1]。

## 阿賀崎
住所が倉敷市阿賀崎（字西町・幸町周辺、および阿賀崎1-5丁目除く）のエリアを中心に記述する。かつての浅口郡阿賀崎村（あがさきそん）の区域に相当する。

### 概要
玉島の中部西よりに位置する。
かつてこの地域は、玉の浦（たまのうら）や甕の海（もたいのうみ）などと呼ばれた海域であった。現在の阿賀崎は、柏島（かしわじま）と呼ばれる島の北端部とその沖合に当たる。
現在、阿賀崎東部や阿賀崎新田南部など玉島中心市街地に近いところは、官公庁・学校・商店・住宅が多い。一方、その他の部分では、田畑が広がる地区となっているが、近年は住宅も多くなっている。地区内を里見川が流れ、国道2号、旧国道2号が通っている。

### 歴史
古代においては、備中国浅口郡間人郷の一部であったとの説がある。
近世初期頃になると、柏島の周囲は干潮時には広大な干潟が広がるようになった。当時は備中松山藩の領地であったため、松山藩主・水谷勝宗が1665年（寛文5年）から約7年の歳月をかけて干拓し、広大な阿賀崎新田を築いた。
この干拓は普請奉行・佐治三右衛門が指揮し、下役として柏島村の庄屋・安原六郎右衛門等が補佐をした。阿弥陀山から柏島丸山を結ぶように長さ約391メートル、幅約53メートルの巨大な堤防が設置された。工事終了後の1671年（延宝6年）に新田検地が行われ、移住が始まり、120町歩（120ヘクタール）、76戸の規模となった。また、同時に堤防上には多くの問屋が誘致され、屋敷割も行われ街が形成された。用水は船穂から高梁川より分岐して作られた高瀬通しを利用した。阿賀崎新田の完成により、東にあった玉島新田と西にあった道越新田がつながり、現在の玉島平野部の大部分が完成した。
さらに、この干拓時の堤防の一部を利用して玉島港（阿賀崎港）が生まれ、その周囲に街が出来た。玉島港および周辺は松山藩の藩港とその港町として繁栄、現在の玉島中心市街地の礎を作った。
明治時代となると、1889年（明治22年）に阿賀崎村とし、1897年（明治30年）には玉島村と合併し玉島町（たましまちょう）に、昭和に入って、戦後 1952年（昭和27年）には市制施行し玉島市（たましまし）となる。1967年（昭和42年）に新設の倉敷市となり、現在に至る。

## 旧港町周辺エリア

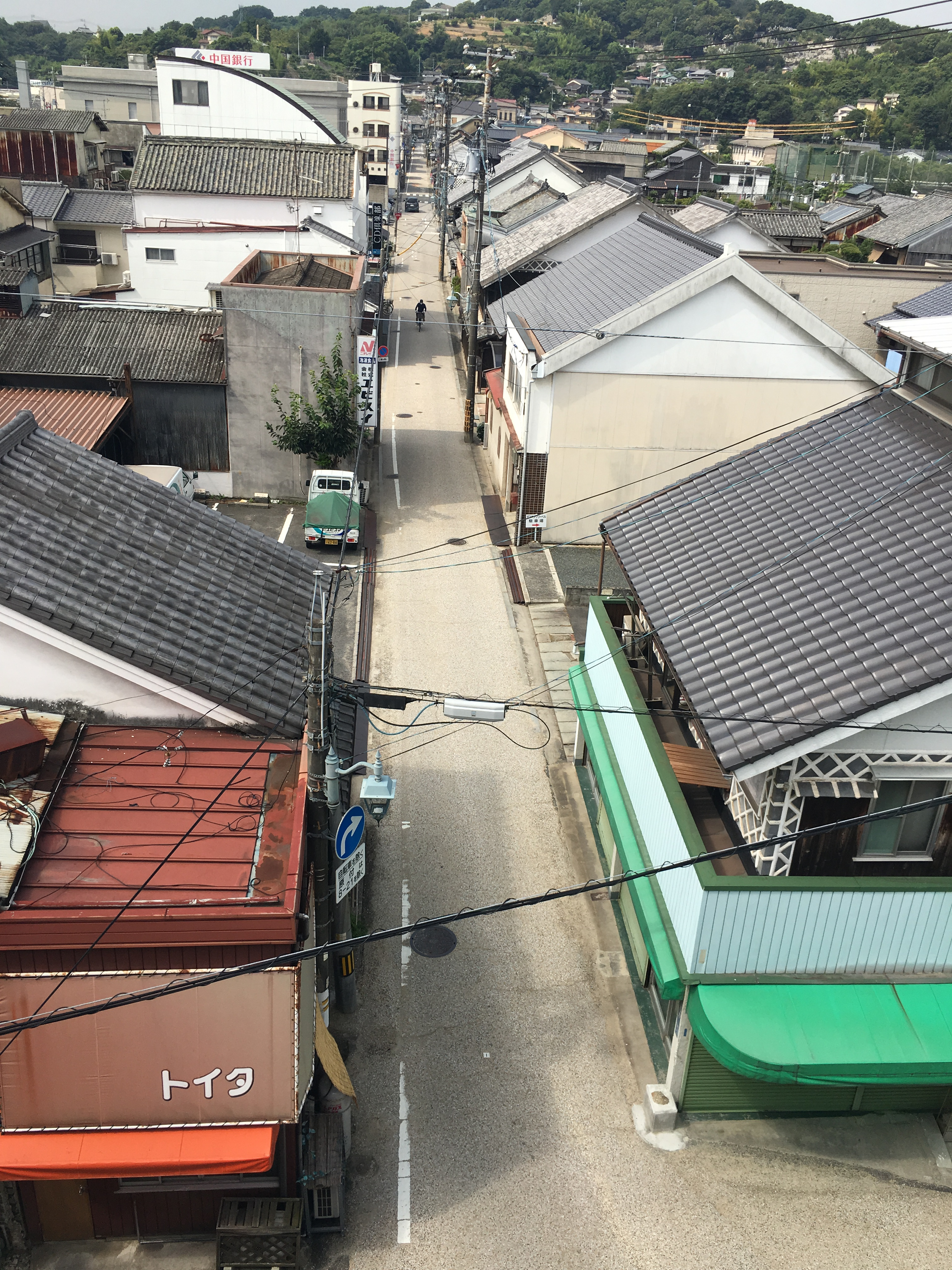
玉島町並み保存地区（新町）。羽黒神社から西南西の円通寺公園（玉島柏島）方向を見る。中国銀行玉島支店が見える。

玉島一〜三丁目、玉島中央町、阿賀崎一〜五丁目、および阿賀崎の内の字 仲買町・西町・幸町周辺エリアを中心に記述する。かつての玉島港およびその港町の周辺である。玉島と阿賀崎に跨っている。

### 概要
玉島港の港町として江戸時代に繁栄したエリアである。近代になると、港町としての機能は衰退するものの、役所など官公庁が集まる地方の中核市街地として発展した。
現在は郊外の路面店などに客足を奪われるなどの問題があるが、後述する町並み保存地区にある歴史的景観とともに、昭和の高度成長期の町並みを残すレトロな雰囲気にも注目が集まるなどしており、映画『ALWAYS 三丁目の夕日』のロケが行われた。なお明治期の合併まで、玉島港と港町は玉島村・阿賀崎村に分かれていた。

### 歴史
1671年（寛文11年）、玉島新田と、その西部の阿賀崎新田とを繋ぐ形で、羽黒山（阿弥陀島）から柏島北東までの堤防（新町堤防）が築かれた。当時、玉島新田南西端と阿賀崎新田南東端は入江状となった海域を挟んで近接しており、堤防がすぐに築ける状態であった。
これにより不要となった羽黒山から糸崎間の堤防内に西松山川（現・高梁川）と繋がる運河・高瀬通しを開削し、延宝年間の1673年から1681年までの時期を費やし完成した。この堤防は幅53メートルある大堤防で、堤防上に町屋敷割りが形成された。
さらに、乙島北端に以前からあった矢出港をさらに拡大させ、新町堤防周辺に港が作られた。いつしか玉島港と呼ばれるようになり、前述の堤防上には問屋街が生まれた。玉島港は松山藩の藩港となり、松山城下町（現・高梁市中心部）と松山川（高梁川）と高瀬通し、あるいは玉島往来により繋がった。商港として周辺で栽培がさかんであった綿花の他、ニシンカスなどの取引で繁栄し、周辺は大きく発展。玉島村の港沿岸部（現在の玉島一〜三丁目周辺）も栄え、現在の町並の基礎が生まれ、通町商店街などの前身となっている。
現在の阿賀崎東部の沿岸部には、現在も地名が残る仲買町などがあり、一帯は阿賀崎新町などと呼ばれた。一方、新町堤防周辺には新町通り・通町・矢出町など現在も地名が残る町が起こった。
明治になると、港町としての機能は衰退していく。港町だったこの地には役所や国道が立地したが、内陸地の鉄道や新たな幹線道路の建設で、商業地としても郊外に押され気味である。
なお玉島港は、1960年（昭和35年）に水島港に編入され、同港玉島地区の一部となっている。

### 町並保存地区
玉島阿賀崎（玉島港沿岸周辺）・玉島中央町一丁目・同三丁目（一部）が町並み重点整備地区として、さらには玉島阿賀崎（玉島港沿岸周辺）・玉島中央町一丁目・同三丁目と玉島三丁目（一部除く）が周辺景観保存地区として指定されている。
虫籠窓・格子・漆喰壁・なまこ壁などをもつ本瓦葺きの塗屋造りの商家・土蔵が多く残っており、建物群がその背後にある丘（羽黒山）と自然と歴史が一体的となった景観を生み出している。
特に玉島中央町の新町、阿賀崎の仲買町、玉島の矢出町辺りに多く古い町並みが残っている。一方、通町や銀座商店街などでは、昭和レトロを感じさせる町並みが残る。

## 人口・世帯数
平成24年9月末現在。
| 町字             | 世帯数 | 男性人口 | 女性人口 | 総人口 | 備考 |
| ---------------- | ------ | -------- | -------- | ------ | ---- |
| 玉島             | 1154   | 1276     | 1359     | 2635   |      |
| 玉島一丁目       | 346    | 375      | 368      | 743    |      |
| 玉島二丁目       | 536    | 599      | 651      | 1250   |      |
| 玉島三丁目       | 343    | 392      | 448      | 840    |      |
| 玉島阿賀崎       | 827    | 1032     | 1109     | 2141   |      |
| 玉島阿賀崎一丁目 | 215    | 251      | 250      | 501    |      |
| 玉島阿賀崎二丁目 | 200    | 221      | 226      | 447    |      |
| 玉島阿賀崎三丁目 | 168    | 224      | 217      | 441    |      |
| 玉島阿賀崎四丁目 | 224    | 300      | 303      | 603    |      |
| 玉島阿賀崎五丁目 | 183    | 227      | 237      | 464    |      |
| 玉島中央町一丁目 | 195    | 207      | 235      | 442    |      |
| 玉島中央町二丁目 | 92     | 104      | 111      | 215    |      |
| 玉島中央町三丁目 | 134    | 140      | 168      | 308    |      |
| 合計             | 4617   | 5348     | 5682     | 11030  |      |

## 通信

### 電話番号
玉島地域は倉敷MAに属し、市外局番は086。これは倉敷市の他地域に加え都窪郡早島町および岡山市南区の一部（植松・西畦・箕島）と共通となる。

### 郵便番号
全域が玉島郵便局（郵便区番号713）の集配担当区域に当たる。
- 玉島 - 713-8102
- 玉島阿賀崎 - 713-8121
- 玉島中央町 - 713-8122

## 学区
小学校区
玉島二丁目・三丁目の各一部は倉敷市立乙島小学校区。残る全域は、倉敷市立玉島小学校区。
阿賀崎の内、西部の一部は倉敷市立柏島小学校区。残る全域は、倉敷市立玉島小学校区。
中学校区
玉島は全域が倉敷市立玉島東中学校区。阿賀崎は全域が倉敷市立玉島西中学校区。

## 歴史

### 沿革
- 1655年 - 玉島新田の開発に着手する。
- 1656年 - 玉島新田の第一次開発が完成する。
- 1659年 - 玉島新田の新田開墾が行われる。
- 1664年 - 玉島新田の第二次開発に着手する。
- 1665年 - 阿賀崎新田の開発に着手する。
- 1668年 - 玉島新田の第二次開発が完了。玉島新田を浅口郡玉島村と枝村として同郡上成村・爪崎村とする。
- 1671年 - 阿賀崎新田の開発が完了する。また、玉島新田の羽黒山から阿賀崎新田にかけて新町堤防が築かれる。
- 1673年 - 高瀬通しの造成に着手する。
- 1681年 - 高瀬通しが完成する。
- 1876年 - 浅口郡玉島村・上成村・爪崎村が合併し、同郡玉島村となる。また、玉島港の造成が完了し、商港として本格稼働しはじめる。
- 1881年 - 浅口郡玉島村が同郡玉島村・上成村・爪崎村に分離する。
- 1889年 - 浅口郡玉島村と上成村が合併し、同郡玉島村を新設。
- 1891年7月 - 隣接する浅口郡長尾村に、山陽鉄道玉島駅が開業する。
- 1897年5月26日 - 浅口郡玉島村と同郡阿賀崎村が合併、町制施行し同郡玉島町となる。
- 1902年9月 - 浅口郡玉島町に同郡乙島村・柏崎村が編入合併する。
- 1952年1月1日 - 市制施行し、玉島市となる。
- 1953年2月 - 玉島市に同郡長尾町が編入合併する。
- 1953年4月 - 玉島市に同郡富田村・黒崎町が玉島市へ編入合併する。
- 1956年4月 - 玉島市に吉備郡穂井田村（服部の一部除く）が玉島市へ編入合併する。
- 1960年 - 玉島港が水島港に編入され、同港玉島地区の一部となる。
- 1967年2月1日 - 玉島市・倉敷市（旧）・児島市が合併し、現行の倉敷市を新設。

## 地勢
河川
- 溜川
- 里見川
- 道口川
- 大谷川
- 埋川
- 高瀬通し川

山岳
- 住吉山

## 名所・旧跡

### 旧港町周辺エリア
- 町並み保存地区（新町周辺）
- 仲買町の町並
- 羽黒神社
- 歴史民俗海洋資料館
- 旧柚木家住宅（西爽亭）
- 住吉山公園
- 溜川
- 玉島臨港鉄道跡

## 主要施設

### 玉島
公共施設
- 岡山県玉島警察署
- 日本年金機構倉敷西年金事務所

医療施設
- プライムホスピタル玉島
- 新倉敷内科病院

商業施設
- ハローズ新倉敷店（旧トライアル倉敷店:2020年5月20日閉店。2021年12月移転オープン予定　出典:“玉島トライアル跡に出店 ドラッグなどとの複合店”. VISION OKAYAMA. (2021-05-30 )
- 両備プラッツ
- 山陽マルナカ新倉敷店、勇崎店
- 天満屋ハピーズ玉島店
- スーパードラックひまわり
- ザグザグ
- レディ薬局
- コスモス

他
- ケアハウスあいの泉

### 阿賀崎
企業
- 産都鉄工センター

### 旧港町周辺
公共施設
- 倉敷市役所玉島支所
- 倉敷市玉島文化センター
- 玉島市民交流センター
- 玉島公民館
- 広島国税局玉島税務署
- 倉敷市立玉島図書館
- 岡山家庭裁判所玉島出張所・玉島簡易裁判所
- 玉島歴史民俗海洋資料館

教育・保育施設
- 岡山県立玉島高等学校
- 岡山県立玉島商業高等学校
- 倉敷市立玉島東中学校
- 倉敷市立玉島小学校
- 倉敷市立玉島幼稚園
- 認定こども園学校法人淳心学院海星幼稚園

医療施設
- 玉島中央病院

商業施設
- 両備プラッツ
- Pモール
- 総合卸売市場

## 交通

### 道路
- 国道2号
- 国道429号（旧国道2号）
- 岡山県道35号倉敷成羽線
- 岡山県道41号新倉敷停車場線
- 岡山県道47号倉敷長浜笠岡線
- 岡山県道191号玉島港線